# Chlorolestes draconicus
Chlorolestes draconicus là một loài chuồn chuồn kim thuộc họ Synlestidae. Loài này có ở Lesotho và Nam Phi. Môi trường sống tự nhiên của chúng là sông ngòi. Chúng hiện đang bị đe dọa vì mất môi trường sống.